# Kamienica przy ul. Ofiar Oświęcimskich 15 we Wrocławiu
Kamienica przy ul. Ofiar Oświęcimskich 15 – zabytkowa kamienica przy ulicy Ofiar Oświęcimskich 15 we Wrocławiu.

## Historia kamienicy
Kamienica w obecnej formie została wzniesiona według Gminnej Ewidencji Zabytków około 1880 roku na miejscu wcześniejszej kamienicy o średniowiecznym rodowodzie, której relikty w postaci muru znajdują się w części piwnicznej. Była to czterokondygnacyjna kamienica, trzyosiowa z jednokondygnacyjnym szczytem i portalem wejściowym w osi środkowej.
W 1850 lub w 1851 w kamienicy znajdowała się piwiarnia Conrada Kisslinga, w której sprzedawano piwo bawarskie. Sama piwiarnia istniała od 1835, a jej pierwsza siedziba znajdowała się na rogu wrocławskiego Rynku, w kamienicy pod numerem Rynek 1. W 1888 roku Kissling zakupił sąsiednią kamienicę nr 17 i w 1890 po odpowiednim remoncie połączył ją z kamienicą nr 15. W 1895 roku obie kamienicy zostały przebudowane. W 1910 roku Kissling zakupił kolejną sąsiednią tylną parcelę znajdującą się przy ulicy Leszczyńskiego 7/9, gdzie otworzył nową restaurację z wyszynkiem piwa.
Piwiarnia w kamienicy nr 15 istniała do 1945 roku.

## Po 1945 roku
W 1948 roku w kamienicy swoją siedzibę miał wrocławski Oddział Polskiego Związku Inżynierów i Techników Budownictwa.